# 特基 (北卡羅萊納州)
特基（英語：Turkey）是一個位於美國北卡羅萊納州桑普森縣的城鎮。

## 人口
根據2020年美國人口普查的數據，特基的面積為1.03平方千米，皆為陸地。當地共有人口213人，而人口密度為每平方千米207人。